# Claude Lerouge
Claude Gaston Victor Oscar Lerouge (Lessen, 19 juli 1932 - Virton, 16 augustus 1990) was een Belgisch volksvertegenwoordiger.

## Levensloop
Lerouge promoveerde in 1956 tot doctor in de rechten aan de UCL.
Hij werd in 1964 voor de PLP verkozen tot gemeenteraadslid in Lessen, een functie die hij uitoefende tot in 1973. In 1965 werd Lerouge eveneens verkozen tot volksvertegenwoordiger voor het arrondissement Zinnik. Hij vervulde dit mandaat tot einde 1971.